# Sibiriulus multinicus
Sibiriulus multinicus är en mångfotingart som beskrevs av Mikhaljova och Sergei I. Golovatch 2000. Sibiriulus multinicus ingår i släktet Sibiriulus och familjen kejsardubbelfotingar. Inga underarter finns listade i Catalogue of Life.